# سمفونی (ترانه کلین بندیت)
«سمفونی» تک‌آهنگی از گروه موسیقی سبک الکتروپاپ کلین باندیت، به همراهی زارا لارسن است که در ۱۷ مارس ۲۰۱۷ منتشر شد.
این تک‌آهنگ در چارت‌های اسکاتلند، بریتانیا در رتبه اول و در چارت‌های، فنلاند، سوئیس، جزو ده ترانه اول قرار گرفت.